# Тимелія темноголова
Тиме́лія темноголова (Malacopteron affine) — вид горобцеподібних птахів родини Pellorneidae. Мешкає в Південно-Східній Азії.

## Поширення і екологія
Темноголові тимелії мешкають на Малайському півострові, на Суматрі та на Калімантані. Вони живуть у вологих рівнинних тропічних лісах, на узліссях, плантаціях і болотах. Зустрічаються на висоті до 700 м над рівнем моря. Живляться дрібними комахами.

## Збереження
МСОП класифікує стан збереження цього виду як близький до загрозливого. Темноголовим тимеліям загрожує знищення природного середовища, а також лісові пожежі.